# 泉上水库
泉上水库是中国福建省三明市宁化县泉上镇境内的一座水库。

## 特点
泉上水库位于盖洋溪支流上，1971年在泉上旱片开工兴建泉上水库，1975年建成。水库正常库容为708万立方米，集雨面积为26平方千米，海拔为461米。